# Объединённая германская команда на летних Олимпийских играх 1956
Объединённая германская команда принимала участие в Летних Олимпийских играх 1956 года в Мельбурне (Австралия) в первый раз, и завоевала семь бронзовых, тринадцать серебряных и шесть золотых медалей. Сборную ГДР, Саара, ФРГ и Западного Берлина представляло 158 спортсменов (134 мужчины и 24 женщины), которые выступали под флагом с олимпийскими кольцами.

## Медалисты
| Медаль  | Спортсмен | Вид спорта                  | Дисциплина                                 |
| ------- | --- | --------------------------- | ------------------------------------------ |
| Золото  | Вольфганг Берендт | Бокс                        | Мужчины, до 54 кг                          |
| Золото  | Хельмут Банц | Спортивная гимнастика       | Мужчины, опорный прыжок                    |
| Золото  | Михель Шойер Майнрад Мильтенбергер | Гребля на байдарках и каноэ | Мужчины, байдарки-двойки, 1000 м           |
| Золото  | Ханс-Гюнтер Винклер | Конный спорт                | Конкур, личное первенство                  |
| Золото  | Ханс-Гюнтер Винклер Фриц Тидеман Альфонс Лютке-Вестхюэс | Конный спорт                | Конкур, командное первенство               |
| Золото  | Урсула Хаппе | Плавание                    | Женщины, 200 м брассом                     |
| Серебро | Харри Куршат | Бокс                        | Мужчины, до 60 кг                          |
| Серебро | Вильфрид Дитрих | Борьба                      | Мужчины, греко-римская борьба, свыше 87 кг |
| Серебро | Карл-Генрих фон Гроддек Хорст Арндт Райнер Борковски | Академическая гребля        | Мужчины, двойки распашные с рулевым        |
| Серебро | Фриц Бриль Теодор Кляйне | Гребля на байдарках и каноэ | Мужчины, байдарки-двойки, 10.000 м         |
| Серебро | Терезе Ценц | Гребля на байдарках и каноэ | Женщины, байдарки-одиночки, 500 м          |
| Серебро | Лизелот Линзенхоф Ханнелоре Вейгант Аннелизе Кюпперс | Конный спорт                | Выездка, командное первенство              |
| Серебро | Август Лютке-Вестхюэс | Конный спорт                | Троеборье, личное первенство               |
| Серебро | Август Лютке-Вестхюэс Отто Роте Клаус Вагнер | Конный спорт                | Троеборье, командное первенство            |
| Серебро | Карл-Фридрих Хаас | Лёгкая атлетика             | Мужчины, 400 м                             |
| Серебро | Клаус Рихтценхайн | Лёгкая атлетика             | Мужчины, 1500 м                            |
| Серебро | Криста Штубник | Лёгкая атлетика             | Женщины, 100 м                             |
| Серебро | Криста Штубник | Лёгкая атлетика             | Женщины, 200 м                             |
| Серебро | Гизела Кёлер | Лёгкая атлетика             | Женщины, 80 м с барьерами                  |
| Бронза  | Хорст Тюллер Густав-Адольф Шур Райнхольдт Поммер | Велоспорт                   | Мужчины, групповая гонка по шоссе          |
| Бронза  | Михель Шойер | Гребля на байдарках и каноэ | Мужчины, байдарки-одиночки, 10.000 м       |
| Бронза  | Лизелот Линзенхоф | Конный спорт                | Выездка, личное первенство                 |
| Бронза  | Лотар Кнёрцер Леонард Поль Хайнц Фюттерер Манфред Гермар | Лёгкая атлетика             | Мужчины, эстафета 4×100 м                  |
| Бронза  | Марианна Вернер | Лёгкая атлетика             | Женщины, толкание ядра                     |
| Бронза  | Эва-Мария тен Эльзен | Плавание                    | Женщины, 200 м брассом                     |
| Бронза  | Гюнтер Бреннеке Хуго Будингер Вернер Дельмес Хуго Долльхайзер Эберхард Ферстль Альфред Люккер Хельмут Нонн Вольфганг Нонн Хайнц Радзиковски Вернер Розенбаум Гюнтер Уллерих | Хоккей на траве             | Мужчины                                    |

## Результаты соревнований

### Академическая гребля
В следующий раунд из каждого заезда проходили несколько лучших экипажей (в зависимости от дисциплины). В финал A выходили 4 сильнейших экипажей.
Мужчины
| Соревнование | Спортсмены                   | Предварительный заезд | Предварительный заезд | Предварительный заезд | Отборочный заезд | Отборочный заезд | Отборочный заезд | Полуфинал | Полуфинал | Полуфинал | Финал                 | Финал                 |
| Соревнование | Спортсмены                   | Заезд                 | Время                 | Место                 | Заезд            | Время            | Место            | Заезд     | Время     | Место     | Время                 | Место                 |
| ------------ | ---------------------------- | --------------------- | --------------------- | --------------------- | ---------------- | ---------------- | ---------------- | --------- | --------- | --------- | --------------------- | --------------------- |
| одиночки     | Клаус фон Ферсен             | 2                     | 7:34,4                | 2 Q                   | не участвовал    | не участвовал    | не участвовал    | 1         | 9:23,2    | 4         | завершил выступление  | завершил выступление  |
| двойки       | Хельмут Зауэрмильх Клаус Хес | 2                     | 7:30,1                | 1 Q                   | не участвовали   | не участвовали   | не участвовали   | 2         | 8:52,3    | 3         | завершили выступление | завершили выступление |